# Maximianus
Marcus Aurelius Valerius Maximianus, även känd som Maximianus Herculius, född cirka 250 i Sirmium, död 310 i Gallien, var romersk kejsare från 286 till 305.

## Biografi
Maximianus var av illyriskt ursprung, officer i romerska armén och vapenbroder till Diocletianus. Denne upphöjde honom till medkejsare och gav honom ansvar för Italien och provinserna väster därom. Som kejsare tog han namnet Herculius och residerade mestadels i Milano, inte i Rom. Han stred längs Rhen, i Nordafrika, och slog ned ett uppror i Gallien. När Diocletianus abdikerade 305 e.Kr tvingades Maximianus att också göra detta, men han återvände som augustus efter att hans son Maxentius utropat sig till kejsare. Han hade först återkallats till makten av sonen för att stödja dennes uppror, men i inbördeskriget som följde stred dessa två mot varandra. Diocletianus bad honom att på nytt abdikera. Efter ett misslyckat uppror mot Konstantin tvingades han begå självmord.